# Lista de representações culturais do apocalipse zumbi

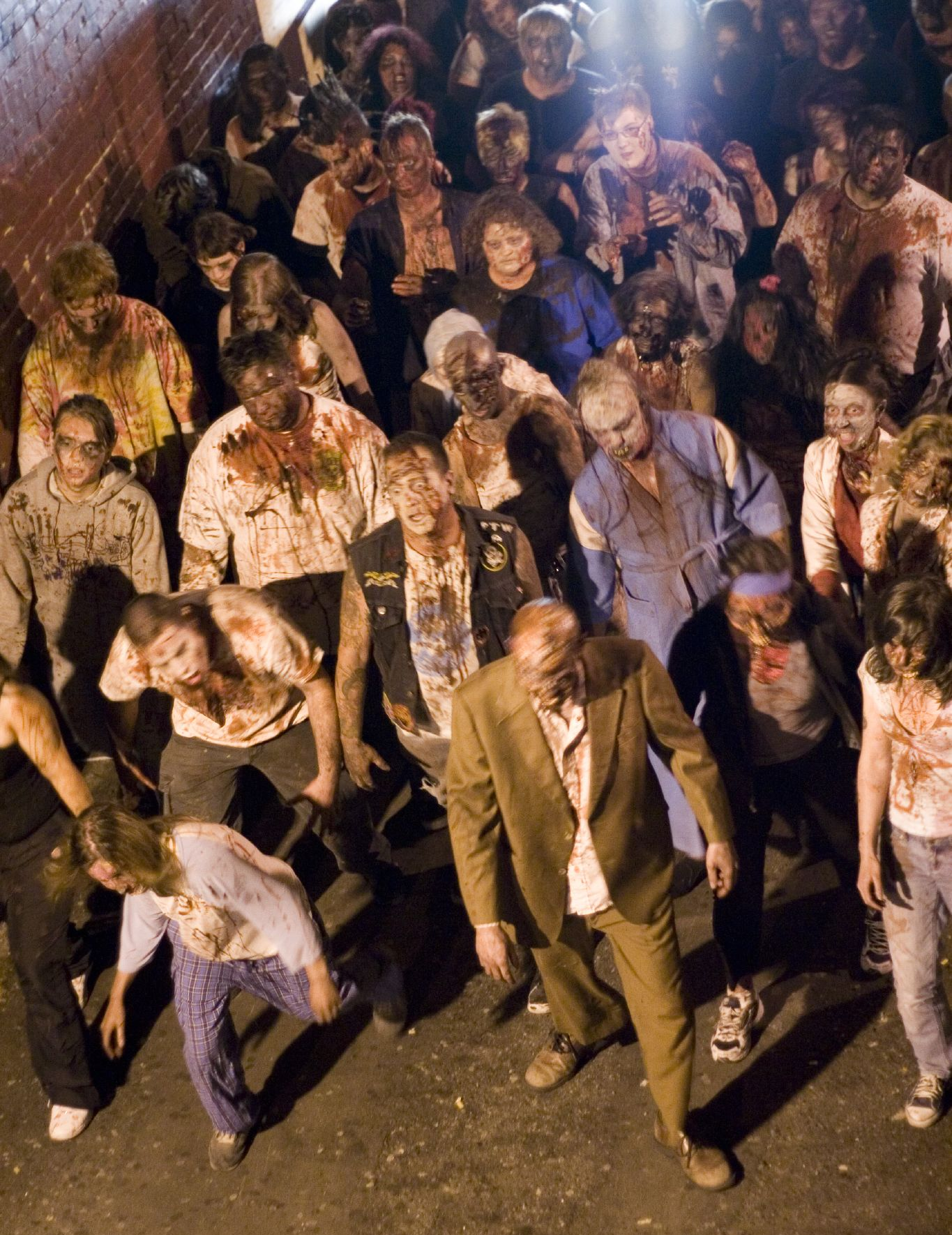
Representação de um grupo de zumbis.

Apocalipse zumbi é um cenário apocalíptico hipotético. Cultuado - e até mesmo aguardado - por muitas pessoas e com base na ficção científica e no terror, a expressão refere-se a uma infestação de zumbis em escala catastrófica, que rapidamente transformaria esta espécie na dominante sobre a Terra. Tais criaturas, hostis à vida humana, atacariam a civilização em proporções esmagadoras, impossíveis de serem controladas por forças militares, mesmo com os recursos atuais à disposição.
O conceito, nascido no cinema durante a década de 1960, ganhou grande popularidade ao longo dos anos, servindo de tema para incontáveis filmes, seriados, livros, histórias em quadrinhos, videogames e outras obras de variadas mídias.

## Por mídia

### Filmes
- A série de George A. Romero, além de ter inaugurado o gênero na história, é vista como a mais tradicional referência em terror com zumbis. Caractéristica comum nos filmes do diretor, não há uma explicação muito clara de como o apocalipse zumbi inicia-se - se teria sido causado por um vírus mortal ou algo mais inexplicável, como uma "punição divina" por exemplo.[1]
  - A Noite dos Mortos-Vivos (1968)
  - Despertar dos Mortos (1978)[2]
  - O Dia dos Mortos (1985)
  - Terra dos Mortos (2005)
  - Diário dos Mortos (2008)
  - Ilha dos Mortos (2010)
A Noite dos Mortos-Vivos foi refilmada em 1990, assim como Despertar dos Mortos em 2004, sob o título de Madrugada dos Mortos.[3] O mesmo ainda ocorreu com O Dia dos Mortos, que ganhou uma refilmagem em 2008.[4]
- Zombi 2 (1979, do diretor italiano Lucio Fulci), começa com um pequeno grupo de zumbis, o qual expande-se desenfreadamente e infesta toda a cidade.[5]
- Extermínio (2002), e sua sequência Extermínio 2 (2007), nos quais um vírus da raiva criado em laboratório acaba por espalhar-se pela Inglaterra, para em seguida devastar o continente europeu.[6][7]
- A série de filmes Resident Evil, baseada na franquia de jogos homônima. Nesta série, a infecção inicia-se em um laboratório, no qual foi criado o vírus causador da praga zumbi. Ela procede no decorrer dos filmes para espalhar-se por toda uma cidade, culminando numa pandemia global e, assim, criando um apocalipse zumbi que extermina a humanidade em quase sua totalidade. A série é composta por 4 títulos, mais 1 totalmente feito por computação gráfica (este difere dos demais, utilizando personagens famosos dos jogos ao invés dos criados para o cinema).[8]
  - Resident Evil: O Hóspede Maldito (2002)[8]
  - Resident Evil: Apocalypse (2004)[9]
  - Resident Evil 3: A Extinção (2007)[10]
  - Resident Evil: Degeneration (2008)[11]
  - Resident Evil 4: Recomeço (2010)[12]
- The Zombie Diaries (2006, produção independente), no qual um vírus cria uma praga zumbi sem precedentes.[13]
- Fido (uma comédia zumbi de 2006), ambientado nos anos 1950, onde a humanidade é salva de um apocalipse zumbi por uma corporação que transforma os mortos-vivos em servos pessoais.[14]
- Planeta Terror (2007, dirigido por Robert Rodriguez e produzido por Quentin Tarantino). Aqui, um agente bioquímico causa uma infecção zumbi mundial.[15][16][17]
- Colin (2008, produção independente), filme inovador que mostra o apocalipse zumbi pela visão de um dos mortos-vivos. Na história, Colin é um rapaz que acaba mordido no início da infestação zumbi, tornado-se eventualmente um deles. Mesmo como um zumbi, ele ainda guarda resíduos de sua memória humana mais recente, mostrando que tais criaturas não são totalmente inconscientes.[18][19]
- Zombieland (2009), comédia zumbi retratada nos Estados Unidos. O país foi completamente devastado pela praga zumbi, mas um pequeno grupo luta para sobreviver enquanto viajam rumo a um parque de diversões na Califórnia - lugar onde, dizem, não há zumbis.[20]

### Quadrinhos
- Deadworld, série de banda desenhada de Stuart Kerr e Ralph Griffith, iniciada em 1987. Nesta obra, o leitor acompanha um grupo de pessoas que sobrevivem duramente num mundo pós-apocalíptico e repleto de zumbis.[21][22]
- The Walking Dead, de Robert Kirkman. Iniciada em 2003, essa revista em quadrinhos americana narra a história de um grupo de sobreviventes de um mundo destruído por zumbis, com seus conflitos internos. O drama, por vezes, afasta-se do tema "zumbis" para assuntos de ordem mais pessoal, enfatizando a personalidade de pessoas normais que alteram-se com a tragédia.[23]
- Zumbis Marvel e suas sequências: Zumbis Marvel: Fim dos Dias, Zumbis Marvel: Uma Noite Alucinante, Zumbis Marvel 2, Zumbis Marvel 3, e Zumbis Marvel 4. Nestas histórias envolvendo os super-heróis e super-vilões do Universo Marvel, um vírus alienígena devasta a civilização, infectando até mesmo os com super-poderes. Não existem mais heróis ou vilões, apenas os sobreviventes, que lutam para manterem-se livres da infecção, e os "super-zumbis", que devoram e matam tudo o que encontram.[24] A série animada What If...? teve uma adaptação parcial, passada em uma variante do Universo Marvel Cinematográfico.[25] Uma minissérie foi criada derivada desse episódio, também chamada Marvel Zombies.[26]
- Highschool of the Dead, mangá lançado em 2006 criado por Daisuke Sato. Acompanha um apocalipse zumbi pelo ponto de vista de um grupo de estudantes colegiais do Japão, e como jovens podem tornar-se maduros frente às terríveis atrocidades que presenciam e o fim da sociedade como a conhecemos.[27]

### Literatura
- A trilogia Monster Island, Monster Nation e Monster Planet (de 2004 a 2005), escrita por David Wellington. Os livros trazem contos sobre situações pré-apocalipse, durante a infestação e anos após seu surto inicial.[28]
- World War Z (2006), de Max Brooks, relata os esforços da humanidade para superarem um apocalipse zumbi em escala mundial.[29][30]
- Forest of Hands and Teeth (2009), de Carrie Ryan, trás um conto sobre um vilarejo isolado em meio a uma floresta repleta de mortos-vivos, numa realidade 100 anos após o apocalipse zumbi.[31]
- Orgulho e Preconceito e Zumbis (2009), de autoria de Seth Grahame-Smith, combina a obra clássica de 1913 Orgulho e Preconceito de Jane Austen, com elementos da ficção zumbi moderna.[32]

### Televisão
- Masters of Horror, episódio "Dance of the Dead" (2005), dirigido por Tobe Hooper, mostra um vírus devastador que causa uma infestação zumbi em uma realidade pós-guerra nuclear. Baseado no conto de Richard Metheson.[33]
- Dead Set (2008). A mini-série mostra participantes de uma edição britânica do reality show Big Brother que, confinados na casa do programa, acabam tornando-se os únicos sobreviventes de um apocalipse zumbi.[34]
- The Walking Dead, série baseada na revista em quadrinhos homônima. Acompanha a saga de Rick Grimes, xerife de uma pequena cidade na Geórgia, e seu grupo de sobreviventes (entre eles sua mulher e filho) em busca de um lugar seguro para viverem após a sociedade ter sido exterminada por zumbis.[35]

### Vídeogames
- A franquia de jogos Resident Evil, da empresa Capcom, foi uma das que mais popularizaram o gênero "apocalipse zumbi" nos jogos eletrônicos. Nela, a Umbrella Corporation, uma gigantesca corporação multi-nacional de produtos farmacéuticos realiza secretamente experimentos de armas biológicas para fins militares. Nestas experiências, acabam por desenvolver o Vírus T, que quando contamina (acidental ou propositalmente) uma área, a transforma numa desolada terra de zumbis canibais. Sempre no papel de algum sobrevivente ou investigador, o jogador deverá descobrir mais sobre os planos da corporação - isto enquanto luta para escapar com vida.[36][37]
- Zombie Panic. Criado pela Monochrome Games como uma modificação do jogo Counter-Strike, onde os jogadores controlam mortos-vivos que enfrentam-se em duas equipes num caótico apocalipse zumbi.[38][39]
- Left 4 Dead, e sua sequência Left 4 Dead 2, ambos lançados pela Valve Corporation. Trata-se de jogos do gênero tiro em primeira pessoa onde um grupo de sobreviventes armados devem encontrar uma forma de serem resgatados de uma cidade infestada de infectados por uma patogenia sintetizada na forma de uma raiva colérica.[40]
- Zombie Apocalypse, da produtora Nihilistic Software. Foi lançado como um título para ser baixado nas redes PlayStation Network e Xbox Live Arcade. Nele, os jogadores tomam o controle de quatro sobreviventes que devem lutar contra hordas de zumbis mutantes como uma equipe, resgatando outros sobreviventes e investigando as causas por trás da infecção.[41]
- Dead Nation, criado pela desenvolvedora Housemarque. Título similar ao Zombie Apocalypse, também disponibilizado na PlayStation Network.[42]
- Dead Rising, e sua continuação Dead Rising 2, são mais dois títulos sobre o tema produzidos pela Capcom. No primeiro, o personagem principal está preso em um shopping center e cercado por zumbis. O jogo estimula a criatividade do jogador, que tem à disposição qualquer objeto que encontrar no shopping para usar como arma individualmente, ou ainda para combina-los e assim criar novas armas. O segundo segue a mesma premissa, mas desta vez sem as limitações de um único shopping, tendo agora uma cidade inteira para ser explorada.[43]
- Dead Frontier, lançado pela Jagged Blade Games. Trata-se de um título no estilo RPG que pode ser jogado por vários participantes via internet simultâneos (gênero conhecido pela sigla MMORPG). Nele, os jogadores devem explorar as cidades infestadas por zumbis e torna-las áreas seguras para a recolonização humana.[44]
- The Last Of Us é desenvolvido pela Naughty Dog e lançado exclusivamente para PlayStation 3 no dia 14 de junho de 2013. O jogador controla Joel , percorrendo os Estados Unidos num ambiente pós-apocalíptico em 2033, que tem como missão escoltar a jovem Ellie até um grupo de resistentes amigáveis, os Fireflies. O jogador tem de se defender contra zumbis infectados com o fungo cordyceps , bem como bandidos e canibais humanos hostis, usando armas de fogo , armas brancas e métodos de infiltração melhoradas com capacidades como representações visuais de som para conseguir ouvir as localizações dos inimigos. O jogador também pode fabricar armas e recursos médicos combinando itens encontrados pelo mundo. Recebeu pontuações perfeitas de várias publicações. Os críticos elogiaram vários dos aspectos do jogo, incluindo a jogabilidade baseada em escolhas, ação realista, gráfico, profundidade emocional e som. Várias publicações declararam o jogo como uma obra-prima , merecendo assim muitos prêmios que felizmente recebeu.

## Música
- Uma paródia zumbi dos The Beatles batizada de Zombeatles, iniciou-se em 2006 com a música Hard Day's Night of the Living Dead (trocadilho com o filme de George Romero), tendo como cenário um mundo onde os zumbis devoraram todos os humanos existentes.[45]
- A banda de death metal Brain Drill lançou um álbum em 2008 chamado Apocalyptic Feasting, onde a arte da capa e as músicas "Consumed by the Dead" e a faixa-título fazem referência ao apocalipse zumbi.[46]
- Todas as músicas, letras e arte ao redor da banda de metalcore Zombie Apocalypse giram em torno do tema.[47]
- A música "All Nightmare Long", lançada em 2008 pela banda de heavy metal Metallica, ganhou um videoclipe sobre o tema. Nele, a União Soviética descobre, durante o Evento de Tunguska, um esporo de origem desconhecida com a capacidade de reanimar tecidos mortos. Os soviéticos, então, pulverizam o esporo em larga escala sobre o território dos Estados Unidos, assim criando lá um apocalipse zumbi. Com isto, eles poderiam entrar no pais e dizimarem os zumbis criados pelo processo, assim recolonizando os EUA e tomando-o sob seu controle.[48]
- A banda de metalcore cristã The Devil Wears Prada lançou um álbum batizado de Zombie EP, em 24 de agosto de 2010. As cinco músicas nele contidas são todas sobre o apocalipse zumbi, tema que causa grande fascinação ao vocalista do grupo, Mike Hranica.[49]